# Дятьково
Дя́тьково — город в России, административный центр Дятьковского района Брянской области.

## География
Дятьково — самый северный город Брянской области, расположен в северной части региона, на южных склонах Смоленско-Московской возвышенности, на небольшой речке Олешне, впадающей в Болву.

### Климат
Климат города умеренно–континентальный, с чётко выраженной сезонностью. Самыми холодными месяцами являются январь и февраль. Суровые зимы случаются редко, зима умеренно-морозная, с постоянным снежным покровом и регулярными оттепелями. Снежный покров устанавливается обычно в конце ноября и сходит полностью к концу марта – началу апреля. Лето умеренно–жаркое, начинается оно в мае, обычно это середина месяца и длится до начала сентября. Самый тёплый месяц – июль.

## История
Деревня Дятьково известна с 1626 года, с 1810 года — село.
С 1924 года — посёлок городского типа, с 1938 года — город.
В краеведческой литературе можно найти множество версий происхождения названия города, наиболее вероятная — от слова «дядя».
Первое письменное упоминание о деревне Дятьково содержится в писцовой книге поместных и вотчинных земель Брянского уезда 1626—1629 гг., составленной князем Петром Звенигородским и подьячим Ковелиным:
«…Деревня Дятьково на речке Шумоветке, а в ней крестьян: двор Андрюшка да Ивашка Ивановы дети Вашутина, да племянник их Ивашко Федоров сын; двор Демидко да Михейко Игнатовы да с ними живёт Васька Мишуков; двор Федька Истомин с Савком Федоровым, да бобылей; двор Неустройка Сазонов с Огапком Степановым; двор пуст Демидко Игнатова, а Демидко бежал безвестно…».
Деревня Дятьково входила в состав Фошненской (Хвощненской) волости Брянского уезда. (ныне д. Фошня Жуковского района). По своим размерам деревня, для того времени, считалась средней и принадлежала помещикам Небольсиным.
Развитие населённого пункта связано с основанием хрустального завода: в 1785 году после смерти Акима Васильевича Мальцова его вдова Марья Васильевна выкупила у Евдокии, вдовы Александра Васильевича Мальцова, Радицкую и Карачевскую фабрики и решила расширить производство. В 1790 году в лесу поблизости от деревни Дятьково Марья Мальцова построила знаменитый стекольный и хрустальный завод, продукция которого уже в 1796 году не уступала изделиям Гусевского завода. Деревня Дятьково вскоре слилась с рабочим посёлком завода.

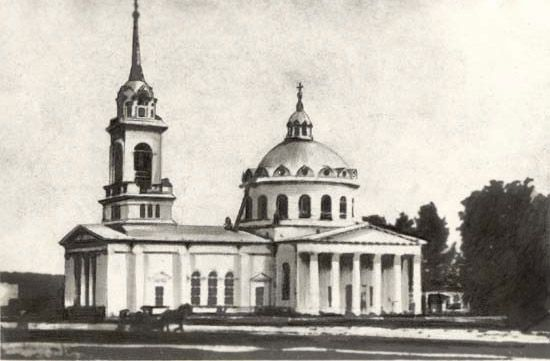
Преображенский храм в Дятькове. Фото начала XX века

В 1798 году предприятие перешло Ивану Акимовичу Мальцову, при котором создаётся целая промышленная империя с центром в Дятькове. Дело отца в 1853 году продолжил сын Сергей. В мальцовском заводском округе на землях Калужской, Орловской и Смоленской губерний трудилось около 100 тысяч человек, производя механизмы всех видов, стройматериалы, мебель, сельхозпродукты и т. д. В заводском округе ходили свои суррогаты денег, была своя служба охраны, железная дорога в 202 версты и своя система судоходства. Для содержания и развития своих владений Сергей Иванович Мальцов в 1875 году учредил Мальцовское промышленно-торговое товарищество с правлением в Дятькове.
Достопримечательностью Дятькова был Преображенский храм, открытый в 1810 году, после чего деревня Дятьково стала именоваться селом. Живопись в соборе была выполнена в итальянском стиле, иконостас сделан из хрусталя, все подсвечники перед местными иконами, покровы над плащаницей и престолами — хрустальные, хрустальной была и люстра.
Благодаря хрустальному заводу, в XIX веке Дятьково стало крупнейшим селом Брянского уезда (с 1861 года — волостной центр).
В 1918 году все фабрики и заводы Мальцовых были национализированы, создан трест «Государственного мальцовского фабрично-заводского округа» с центром в Дятькове.
Со второй половины 1922 года на предприятиях округа начался рост. После ремонта оборудования вновь заработал Дятьковский хрустальный завод.
К 1926 году часть Мальцовской узкоколейной железной дороги Брянск — Дятьково была перестроена на широкую колею.
В 1926 году в Дятьково был построен деревообрабатывающий завод.
В 1929 году в Дятьковском районе производилось около 10 % оконного стекла, вырабатывавшегося в СССР.
В сентябре 1930 года на базе школы II ступени с химическим уклоном был создан Дятьковский стекольно-керамический техникум (Дятьковский индустриальный техникум). Начиная с 1936 года, техникум выпускал ежегодно по 150 специалистов.
В 1938 году посёлок Дятьково был преобразован в город.

### Дятьково в военные и послевоенные годы
В годы Великой Отечественной войны Дятьково стало активным центром партизанской борьбы, что позволило временно восстановить Советскую власть в городе и районе. 14 февраля 1942 года Красная Армия и сводный партизанский отряд заняли город Дятьково, таким образом в тылу врага, на всей территории Дятьковского района, была восстановлена Советская власть. Освобождённая от немцев территория стала называться Советским районом, который просуществовал до 6 июня 1942 года. В советских газетах Дятьково в 1942 году получило второе название — «Партизанск».
15 сентября 1943 года город Дятьково был освобождён частями Красной Армии. 16 сентября 1943 года Бытошская партизанская бригада в деревне Ивоток встретилась с 17-й стрелковой дивизией 3-й армии Брянского фронта, завершив тем самым освобождение всего Дятьковского района.
Ущерб, нанесённый оккупацией экономике Дятькова и Дятьковского района, был оценён в 400 миллионов рублей. Из 1884 довоенных зданий в городе уцелело лишь 690; из 17 000 жителей в Дятькове осталось лишь несколько человек. Дятьковский хрустальный завод был полностью разрушен. На каторжные работы в Германию оккупантами были угнаны 19 848 жителей Дятьковского района. 

В районе было сожжено 25 783 жилых дома, девять кирпичных заводов, один черепичный, шесть крупорушек, две механических, две ветряных и десять водяных мельниц, 102 скотных двора. 95 конюшен. Захвачено более трёх тысяч голов крупного рогатого скота, до пяти тысяч свиней, до трёх с половиной тысяч лошадей.
Возрождение жизни в городе началось с восстановления хрустального завода. В декабре 1945 года была пущена 16-тигоршковая стекловаренная печь.
С 1946 года Дятьковский деревообрабатывающий завод (позже ОАО «Дятьково-ДОЗ») начал производить стандартные дома, а с 1960 года — мебель.
В 1956 году построен Дом культуры хрустальщиков.
В 1959 году в город пришёл природный газ.
С конца 1950-х годов начало работу крупное предприятие — завод электровакуумных приборов.
В 1960-е годы началась застройка многоквартирными домами улицы Мира, а в середине 1970-х первые дома выросли в новом жилом 12-м микрорайоне.
В 1963 году город Дятьково стал городом областного подчинения. Городам областного значения были подчинены близлежащие города и посёлки, имеющие промышленное значение.
31 июля 1976 года первых посетителей принял Музей хрусталя Дятьковского хрустального завода, очень скоро ставший одной из самых популярных достопримечательностей Брянщины.
В 1983 году, в связи с 40-летием освобождения от немецко-фашистских захватчиков, город Дятьково «За мужество и стойкость, проявленные трудящимися города в годы Великой Отечественной войны и за успехи, достигнутые в хозяйственном и культурном строительстве» награждён орденом Отечественной войны I степени.
В 1990 году, после более чем 60-летнего перерыва, в Дятьково открыт вновь построенный Спасо-Преображенский храм. В 1994 году у его стен произведено символическое перезахоронение праха семьи Мальцовых — основателей промышленной индустрии нашего края. Это место обозначено дубовым крестом. Надпись на памятной табличке гласит: «Ваши труды не забыты потомками».
В 2001 году были утверждены Положения об обособленных структурных подразделениях администрации г. Дятьково и Дятьковского района.
В 2003 году состоялось освящение храма-памятника «Неопалимая Купина», построенного в память погибших воинов-земляков. В храме установлен хрустальный иконостас. Город вновь приобрёл уникальную художественную достопримечательность. Свою работу современные мастера хрусталя посвятили памяти основателей завода Мальцовых и всех поколений дятьковских хрустальщиков.
28 апреля 2011 года город Дятьково удостоен почётного звания «Город партизанской славы».

## Награды
- Орден Отечественной войны I степени (6 сентября 1983) — за мужество и стойкость, проявленные трудящимися города в годы Великой Отечественной войны, и за успехи, достигнутые в хозяйственном и культурном строительстве.
- Почётное звание «Город партизанской славы» (28 апреля 2011 года).

## Население
| 1866    | 1897    | 1926    | 1931    | 1939    | 1959    | 1967    | 1970    | 1979    | 1989    |
| ------- | ------- | ------- | ------- | ------- | ------- | ------- | ------- | ------- | ------- |
| 3000    | ↗3800   | ↗7200   | ↗10 100 | ↗17 346 | ↗19 441 | ↗24 000 | ↗26 825 | ↗31 656 | ↗34 413 |
| 1992    | 1996    | 1998    | 2001    | 2002    | 2003    | 2005    | 2006    | 2007    | 2008    |
| ↗35 000 | ↘34 800 | ↘34 700 | ↘34 400 | ↘33 600 | →33 600 | ↘33 200 | →33 200 | ↘33 100 | ↘32 900 |
| 2009    | 2010    | 2011    | 2012    | 2013    | 2014    | 2015    | 2016    | 2017    | 2018    |
| ↘32 398 | ↘29 439 | ↘29 400 | ↘28 739 | ↘28 141 | ↘27 773 | ↘27 535 | ↘27 155 | ↘27 028 | ↘26 775 |
| 2019    | 2020    | 2021    |         |         |         |         |         |         |         |
| ↘26 483 | ↘26 161 | ↘25 255 |         |         |         |         |         |         |         |

Общая численность жителей на 2018 год составляла 26,5 тысяч человек.
На 1 января 2025 года по численности населения город находился на 581-м месте из 1124 городов Российской Федерации.

## Известные жители
- Козлов, Владимир Иванович (1980) — российский поэт, литературовед, журналист, медиаменеджер, доктор филологических наук. Создатель и главный редактор поэтического журнала «Prosōdia».

## Экономика
В городе действуют завод «Дятьковский хрусталь» (выпускает хрустальные изделия, стеклянную посуду, сувениры), АО «Реле» (реле, терморегуляторы), АО «Дятьковское проектно-промышленно-строительное объединение» (сборные железобетонные конструкции), АО «Дятьковский завод „Лесстройдеталь“», ООО «Дятьково-ДОЗ» (мебель) и другие предприятия.
Мебельный комбинат «Катюша» осуществляет производство мебели под торговыми марками «dmi/Дятьково» и Odalia, а также комплектующих для мебельного производства.
Пищевая промышленность.
В окрестностях расположены месторождения стекольных песков, глин.

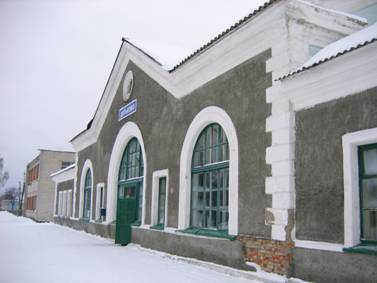
Вокзал станции Дятьково

## Транспорт
В городе развит городской общественный транспорт: автобус, коммерческий автобус, маршрутное такси. Действует несколько частных фирм такси.
Вблизи города проходит трасса Р68 Брянск — Дятьково — Людиново — Киров, по которой осуществляется регулярное автобусное сообщение с Брянском и основными населёнными пунктами Дятьковского района. Имеется прямое автобусное сообщение с Москвой. С 26 декабря 2009 года через Дятьково проходит автобусный маршрут Брянск — Калуга — Тула — Рязань.
На железнодорожной станции Дятьково Московской железной дороги останавливаются пригородные поезда (Брянск — Дятьково — Фаянсовая).

## Достопримечательности

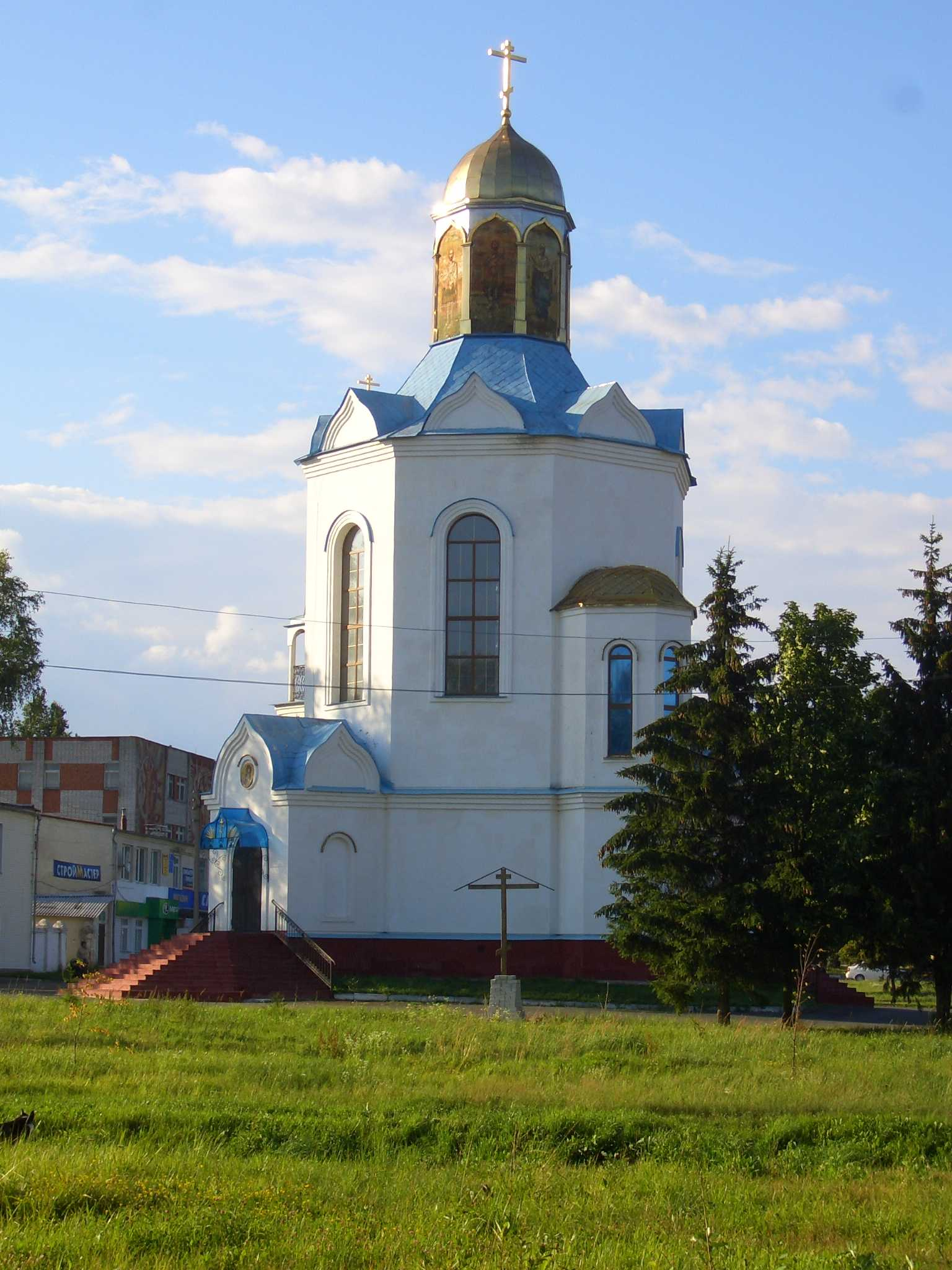
Храм-памятник Неопалимая Купина в г. Дятьково.

Далеко за пределами области известен открытый в 1976 году Дятьковский музей хрусталя, где помимо большого количества разнообразной посуды (из хрусталя и цветного стекла) можно посмотреть на хрустальные декоративные композиции, которые достигают высоты до 1,5 метров. Среди экспонатов музея есть ваза, окрашенная оксидом урана.
В здании музея хрусталя также расположен музей боевой и партизанской славы, посвящённый Великой Отечественной войне.
На улице Ленина — главной улице города — в 2003 году был построен храм-памятник в честь иконы «Неопалимая Купина». Помещение храма небольшое, но именно здесь находится единственный в мире хрустальный иконостас, сделанный на Дятьковском хрустальном заводе (вес около 3 тонн). Из хрусталя выполнено и прочее убранство храма. Один из авторов — Е. И. Вольнова. Церковь с хрустальным иконостасом существовала в селе Дятьково ещё в XIX веке, но после уничтожения Преображенского храма хрустальный иконостас был утрачен.
Возле Дома Культуры по проекту брянского архитектора Евгения Скачкова разбит сквер Партизанской славы.
Возле бывшего СПТУ-14 находится Сквер Мужества. На мемориале увековечили память героев Великой Отечественной войны и боевых действий в Афганистане и Чечне, а также ликвидаторов последствий аварии на ЧАЭС. Открытие сквера Мужества состоялось 26 сентября 2012 года.
Недалеко от города Дятьково в урочище «Лобан» расположен мемориал «Партизанская поляна». На территории мемориала возведён обелиск, сохранились 3 землянки и партизанский родник.
В лесу, в районе Больничного озера, расположен источник «Три колодца». На юге города расположен источник «Белый колодец» с облагороженной территорией и купелью.

## Религия
Действующие православные приходы города относятся к Брянской и Севской епархии Брянской митрополии Русской православной церкви (Московскому патриархату). Главные православные центры города — храм-памятник в честь иконы «Неопалимая Купина», Преображенский храм и храм преподобного Сергия Радонежского.
Действует Церковь Евангельских Христиан Баптистов, храм находится на Хрустальной улице. Прихожане церкви считают, что принимают активное участие в жизни города.

## Образование
Четыре средних школы, Городская гимназия, Дятьковский индустриальный техникум, Дятьковская кадетская школа имени Героя Советского Союза И. А. Кашина .

## В искусстве
Дятьково упоминается в фильме «Счастье моё».